# Robert Bartczak
Robert Bartczak (Włocławek, Polonia, 12 de marzo de 1996) es un futbolista polaco que juega de defensa en el club amateur FC Blaubeuren alemán.

## Carrera
Robert Bartczak saltó al primer equipo del Legia de Varsovia en 2014. En 2016 fue cedido al Zagłębie Sosnowiec de la I Liga, regresando en verano de 2017 al club varsoviano. En el verano de 2018 concluye su contrato con el Legia y ficha por el Wigry Suwałki. Desde 2022 juega en el equipo semiprofesional FC Blaubeuren, militando en la liga regional alemana.